# Mario Millán Medina
Mario Millán Medina (Goya, 25 de mayo de 1914- Rosario, 6 de noviembre de 1977), conocido como El Cantor Chamamecero, fue un músico, compositor, cantante y guitarrista de chamamé y música litoraleña, de Argentina. Reconocido como uno de los principales compositores de canciones litoraleñas, compuso casi 200 canciones, varias de ellas incorporadas al cancionero popular, entre las que se destacan "El rancho'e la Cambicha", "La guampada", "El sargento Sapo", "El colimba", entre otras. 
Sus letras se caracterizaron por el sentido del humor, creando una línea que sería continuada y que ha sido conocida como chamamé festivo. Por el contenido costumbrista de sus composiciones ha sido llamado también como el Molina Campos del Chamamé.

## Biografía
Hijo de un inmigrante español y una criolla correntina, nació el 25 de mayo de 1914 en la Colonia El Porvenir en el departamento de Goya de la provincia de Corrientes, Argentina.
Su canción "El rancho 'e la Cambicha" es una de las más importantes de la historia de la música folklórica de Argentina. Compuesta en la década de 1940, fue el primer rasguido doble del que se tenga registro, que tuvo trascendencia y popularidad, lo que logró que el género se difundiera y transformara en uno de los estilos musicales centrales de la música litoraleña. Grabada en 1951 por Antonio Tormo, vendió cinco millones de discos, suma nunca superada luego, y originó el denominado boom del folklore.
Falleció en Rosario, el 6 de noviembre de 1977, a los 63 años de edad.

## Memoria
Julio Cáceres (música) y Bernardo Ranalleti (letra) compusieron en su homenaje la canción "Don Mario Millán Medina", grabada el conjunto Los de Imaguaré, una de cuyas estrofas dice:

Viste por dentro y cantaste
las cosas que todos miran;
miran sin ver el valor

de la gente en carne viva.
"Don Mario Millán Medina" de Julio Cáceres y Bernardo Ranalleti.

## Relaciones familiares
El músico Argentino Mario Millán Medina es su hijo. La canción "Che Virginia porá" está dedicada a su esposa, Virginia Ibarrola.